# Guanghua (meteoryt)
Guanghua  (inna nazwa: Guanghua Wudan Shan) – meteoryt żelazny z grupy IVA, znaleziony w 1932 roku w chińskiej prowincji Hubei. Całkowita masa meteorytu jaką obecnie dysponuje się wynosi 190 kg. Meteoryt Guanghua jest jednym z sześciu zatwierdzonych meteorytów znalezionych w tej prowincji.